# Рельеф Митры
«Рельеф Митры» (нем. Mithras-Relief) — древнеримский мраморный рельеф. Создан во 2-й половине II века. Хранится в Коллекции греческих и римских древностей в Музее истории искусств, Вена (ин. номер I 624).
Рельеф происходит из окрестностей Монастеро, вблизи Аквилеи, и изображает сцену тавроктонии (убийства быка), центральную сцену из культа божества солнца и света Митры: Мистерии Митры. Мистический религиозный культ вокруг бога Митры распространился в римской армии в I—IV веках. Информация об этом культ, главным образом, базируется на интерпретации многочисленных сохранившихся памятников. Наиболее характерны для них изображение Митры, который рождается из скалы и приносит в жертву быка.
Митра смотрит вверх, ожидая знак, чтобы убить быка, в то время как другие солнечные божества пытаются загнать животное в пещеру. Сообщение должен был принести ворон, от изображения которого, остались лишь когти на мантии Митры. Символически изображены и другие животные, нападающие на быка: собака и змея пьют его кровь, а скорпион пытается клешнями ухватиться за его яички. Из хвоста быка прорастают колосья пшеницы. Эта сцена символизирует силу божества света, которое создает новый космический порядок, и одновременно, цикл смерти и рождения. По бокам изображены две фигуры — факельники Кавт и Кавтопат, которые символизируют рассвет и закат или весеннее и осеннее равноденствие.

## Ссылка
- На Викискладе есть медиафайлы по теме Рельеф Митры